# Island Records
Island Records es una compañía discográfica británica, filial de Universal Records. Pasó de ser un sello independiente a convertirse en uno de los más importantes del mercado musical. Fue fundada por Chris Blackwell, Graeme Goodall y Leslie Kong en el Reino Unido en 1962.
Se destaca por tener música de BTS Rock y R&B, y destacan artistas y grupos de éxito internacional, como son: Shawn Mendes, Keane, Tom Chaplin, Justin Bieber, Demi Lovato, Ladyhawke, Fall Out Boy, Brandon Flowers, U2, The Killers, The Airborne Toxic Event (desde 2009), Thrice, Sum 41, Bon Jovi, Sugababes, Mutya Buena, Son Of Dork, The Feeling, Hoobastank, Kerli, Ashanti, Mariah Carey, Ocean Colour Scene, Mika, Iggy Azalea entre otros. Fue también el sello de Janet Jackson, Madison Beer, Bob Marley, McFly, The Cranberries, Eazy-E, Cat Stevens , Amy Winehouse y Jennifer López.
Con motivo del 50 aniversario del sello se celebró en mayo de 2009 el Island 50 Festival, en el que participaron artistas relevantes de la compañía (Cat Stevens, Spooky Tooth, Tom Tom Club, Paul Weller o Toots and the Maytals) así como algunas de las que en aquel momento eran sus nuevas figuras.
A partir de febrero de 2014, existen tres marcas de etiquetas Island en el mundo: Island del Reino Unido, Island de los Estados Unidos e Island de Australia. Debido en parte al legado importante de la discográfica, Island sigue siendo uno de los sellos discográficos preeminentes de UMG, junto con Interscope Records y Republic Records. En un documental del aniversario de los 50 años, una artista de Island Records, Melissa Etheridge, dijo: "Si usted quiere ver la música del mundo, música de los últimos cincuenta años que cambiaron el mundo, usted no necesita mirar más allá de Island Records"

## Historia

### Crecimiento del sello
Island Records fue fundada en Reino Unido el 4 de julio de 1959 por Chris Blackwell, Graeme Goodall y Leslie Kong, y financiado parcialmente por Stanley Borden de RKO. Su nombre fue inspirado por la canción de Harry Belafonte, "Island in the Sun". Blackwell explicó en 2009: "Me encantó tanto la música, sólo quería entrar en ella, o estar tan cerca de ella como fuese posible". 
Tom Hayes, gerente de ventas de la etiqueta entre 1965 y 1967, se refirió a los primeros tiempos de la etiqueta en Reino Unido como "caos organizado". "Mi Boy Lollipop", cantada por Millie Small, fue el primer éxito de la etiqueta en el Reino Unido y dio lugar a una gira mundial que también participó Blackwell. Este explicó en un documental de 50 años de aniversario que él solo estaba interesado en la construcción de carreras a largo plazo en ese momento, en lugar de proyectos a corto plazo. 
Blackwell se trasladó a Inglaterra en mayo de 1962 para reunir mayores niveles de atención después de que los sistemas de sonido locales de Jamaica resultaron ser un éxito abrumador. La gran mayoría de los artistas que habían firmado con la incipiente etiqueta mientras Blackwell estaba en Jamaica, accedieron a que se publicase su música en el Reino Unido. Blackwell viajó de un lado a otro con sus discos y se dedicaba a venderlos directamente a las tiendas de discos. No dio ninguna copia de emisoras de radio, ya que no ponían su música, ni la prensa se hacía eco de sus lanzamientos.. Mientras tanto, Goodall dejó la compañía para iniciar su propio sello discográfico Doctor Bird Records en 1965. [cita requerida]
Blackwell firmó para el sello a Spencer Davis Group (en ese momento, muchos lanzamientos Island estaban siendo distribuidos por Philips/Fontana). El grupo se hizo muy popular y la Island comenzó su propio programa independiente para poner en ascenso el talento del rock británico. Firmaron con artistas como John Martyn, Fairport Convention, Free, y en gran medida influyeron en el creciente mercado de la radio FM. A finales de 1960 y principios de 1970, fue el sello más importante en Inglaterra con artistas como Roxy Music, King Crimson, Traffic, The Wailers, y muchos otros. (En los Estados Unidos, muchos de sus lanzamientos fueron emitidos por A&M porque Island firmó de un acuerdo de distribución sin éxito con Capitol. Después de eso falló, Island fue en gran medida una etiqueta distribuida de manera independiente en los Estados Unidos).
A pesar del trabajo inicial establecido completamente por Blackwell casi en solitario, Island luchó como un negocio a finales de 1970 y principios de 1980. En 1981 la muerte de Bob Marley fue perjudicial para la etiqueta, sobre todo después de su lanzamiento internacional de Marley solo unos pocos años antesl, mientras que la banda de rock irlandesa U2, que había firmado con Island en marzo de 1980, fue creciendo en popularidad, pero aún no habían llegado al estatus de "súper estrella internacional" que estaba por venir. En 1982, Paul Morley y productor de Trevor Horn ZTT comenzaron a trabajar para la etiqueta bajo la bandera de Island de Blackwell y era conocido por aprobar el gasto excesivo por la etiqueta,
En 1983, Blackwell también utiliza la etiqueta para financiar una nueva compañía de producción y distribución de películas llamada Island Alive. En agosto de 1987, la empresa no fue capaz de pagar una suma de US$5 millones que se le debe a U2 en regalías para el álbum The Joshua Tree, ya que había desviado los fondos para financiar varias películas sin éxito. U2 respondió mediante la negociación de un acuerdo por el cual se invirtieron las regalías no pagadas a la empresa a cambio de una participación en la compañía que se estima en alrededor de 10%.
La cuarta división de la etiqueta "4th & B'way Records", en funcionamiento desde mediados de 1980, alcanzó  cierto éxito con la publicación de música alternativa hip hop y dance-pop con artistas como Eric B y Rakim y Stereo MCs. Mango (Chaka Demus y Alicates) era otra división orientada a la música bailable, mientras que fue el cantante Robert Palmer quien logró un éxito en todo el mundo con la canción de rock "Addicted to Love" en 1986. Los músicos africanos como King Sunny Ade y Angélique Kidjo también fueron apoyados por Blackwell.

### Adquisición de PolyGram
En julio de 1989, Blackwell vendió Island Records y Island Records UK al grupo PolyGram por £180 millones (US$ 300 millones) se explicó en 2009: "Se había vuelto demasiado grande y demasiado corporativa para mí y realmente no pude manejarlo." Tras la venta, Island ya no era una empresa independiente, pero a Blackwell se le dio un puesto en PolyGram y se quedó como el CEO de una nueva división de PolyGram, Island Entertainment, durante diez años. PolyGram inmediatamente comenzó a volver a publicar la mayor parte del catálogo Island en disco compacto y se amplió el alcance de Island a través de su red de fabricación y distribución mundial, pero la etiqueta era relativamente fuera de foco en la década de 1990.[cita requerida]
Blackwell finalmente terminó su asociación con la compañía en 1997, ya que la vida corporativa obstaculizaba el espíritu independiente de su vida personal. "Nunca tuve un trabajo hasta que vendí Island a Polygram en 1989. Se había vuelto demasiado corporativo", comentó después. Blackwell abandonó para fundar la compañía Palm Pictures Company y ejecutar una cadena de hoteles boutique en Miami, Estados Unidos y el Caribe, incluyendo el muy exclusivo Goldeneye, en su día la casa jamaicana del creador de James Bond, Ian Fleming. Luego, en mayo de 1998, toda la asociación Polygram y sus etiquetas asociadas fueron comprados por Seagram, que anunció su plan para integrar Polygram con UMG para producir un ahorro estimado de costos, dentro de un par de años, de entre US$275 millones a US$300 millones anuales. Seagram explicó además que la adquisición significaría la unión de una  importante presencia internacional con una empresa nacional próspera, ya que más de tres cuartas partes de las ventas de Polygram estaban fuera de los Estados Unidos.

### Bajo Universal Music Group
En diciembre de 1998 y los tres primeros meses de 1999, UMG coloca tres divisiones bajo la gestión de la marca Island Records. Uno en el Reino Unido, uno en los EE. UU., y otro en Alemania [cita requerida] En cada territorio, estas empresas se fusionaron en virtud de grupos base:
- En el Reino Unido, Island Records Group.
- En los Estados Unidos, Island Records y Mercury Records se fusionaron en Island Mercury Group; Sin embargo, en menos de tres meses, la empresa decidió integrarse al éxito de Def Jam Recordings y se fusionaron, dando como resultado la fundación The Island Def Jam Music Group. El 1 de abril de 2014, Universal Music anunció la disolución de The Island Def Jam Music Group, uno de los cuatro grupos coordinadores operativos más grandes dentro de Universal Music. Efectiva a partir del mismo día del anuncio, Island Records y Def Jam Recordings ahora operaran como sellos discográficos autónomos.[7]
- En Alemania, Island Records y Mercury Records se fusionaron para convertirse en las divisiones del Island Mercury Label group.[cita requerida]

Sin embargo, en 2001, UMG se fusionó con la empresa francesa Vivendi S.A. para crear Vivendi Universal S.A.; pero la compañía de música permanece como Universal Music Group (UMG).
En los Estados Unidos, Island se convirtió en una etiqueta predominantemente pop/rock, ya que sus artistas urbanos fueron asignados a Def Jam o Def Soul, un nuevo sello Def Jam R&B. [cita requerida] Tras la toma de Island por UMG, banda insignia U2 insatisfecho por su jefe Jason Iley se trasladó de la etiqueta de Mercury a mediados de la década del 2000 y firmó con Mercury en los registros del Reino Unido y Interscope para los Estados Unidos Sin embargo, los artistas de éxito como Tricky y PJ Harvey quedaron impresionados por la etiqueta y firmaron con otros artistas. Tricky explicó: "...Yo sabía que podía conseguir la libertad sabía que podía hacer lo que quería hacer",[cita requerida] mientras que Harvey indicó más adelante:
"Vine a trabajar con ellos, una especie de forma plenamente el modo en que miraba, la forma en que sonaba: que ya estaba allí. Y sentí, como, que sólo ayuda si así que iba a ir".
La etiqueta cumplió 50 años en 2009 y se realizó un evento en el norte de Londres, Reino Unido para celebrar la ocasión. El evento se llevó a cabo en un local de dos plantas y las bandas que tocaron en el evento fueron: The Rumble Strips, Frankmusik, The King Blues y Innerpartysystem. Escritora de Daily Music Guide, Laura Bruneau se refirió a la presentación de personas como una "selección razonablemente mediocre".
Island Records Australia se puso en marcha en 2007 por Universal Music Group International y sus principales ejecutivos Max Hole (Presidente y CEO) y George Ash (Presidente de Universal Music Australasia). La cabeza de la etiqueta fue Mike Taylor, que se trasladó de los Estados Unidos, ha ejercido en la marca cinco años desde febrero de 2013: "Cuando lo hacemos bien, Island de Australia es un hogar para los artistas que cortan su propio camino, que comienzan desde la izquierda, y que, con el tiempo, entrar en la corriente principal en sus propios términos artísticos ".
Island firmó un contrato con Justin Bieber en 2008 después de una interpretación vocal ante L.A. Reid de IDJMG; como Bieber ya estaba representada por Raymond Braun Media Group (RBMG), se negoció una empresa conjunta.
Desde principios del siglo XXI, UMG se ha preparado para convertirse en una entidad de música 360°, mediante el cual a los artistas se les ofrecen contratos más amplios que abarcan también ofertas de música en vivo, de mercancías y de patrocinio. A partir de 2011, UMG habían adquirido Bravado, una empresa de merchandising; empresa de gestión de Twenty-First Artists; y Helter Skelter, una agencia de talento, serán utilizados para la capacidad de 360 grados de la empresa.
Un informe de los medios de diciembre de 2013 declaró que Universal cerró recientemente Mercury Records y había transferido muchos de sus artistas a un nuevo sello Virgin/EMI. El informe fue específicamente en relación con el próximo álbum de U2, en lugar de moverse a la nueva división, decidió volver a Island que está bajo una nueva dirección; Sin embargo, el acuerdo con Island solo se aplicaría en el Reino Unido. El 1 de abril de 2014, se anunció que Island Def Jam ya no va a correr tras la dimisión del director general Barry Weiss. En un comunicado de prensa lanzado por Universal Music Group, la etiqueta ahora se reorganiza Def Jam Recordings, el sello Island Records y Motown Records todo como entidades separadas.

### Fan Republic
Island Records y la plataforma de micromecenazgo Indiegogo anunciaron una nueva asociación denominada "Fan Republic" el 8 de febrero de 2014. La iniciativa ha sido promovida como "un nuevo lugar para descubrir y apoyar a los artistas emergentes de todo el mundo", mediante el cual los artistas que alcanzan o exceden las metas de financiación se recibir premios exclusivos de Island. El equipo de Island Records A&R evaluará todos los artistas que son elegibles para los premios y Fan Republic se carga una formar una comisión de administración del 4%, que se vende como el más bajo de cualquier plataforma de micromecenazgo en existencia en la actualidad. Los premios exclusivos que se ofrecen incluyen la mezcla y los servicios de masterización, y descuentos en la producción de vídeos negociado por el personal de Island Records.
Island también firmó un contrato de grabación con Shawn Mendes en junio de 2014.

## Artistas
- Lista de actuales artistas de Island Records